# Estadio Tierra de Campeones
Het Estadio Tierra de Campeones is een multifunctioneel stadion in Iquique, een stad in Chili. Het is ontworpen door architect Jorge Pantoja.
In het stadion is plaats voor 12.000 toeschouwers. Het stadion werd geopend in 1993. Het stadion werd in 2016 tijdelijk gesloten om volledig gerenoveerd te worden. In 2020 ging het stadion weer open.
Het stadion wordt vooral gebruikt voor voetbalwedstrijden, de voetbalclub Club Deportes Iquique maakt gebruik van dit stadion. Ook werden in dit stadion alle wedstrijden op het Zuid-Amerikaans kampioenschap voetbal onder 17 van 2009 gespeeld.